# Mukura Victory Sports FC
El Mukura Victory Sports FC és un club de futbol Ruanda de la ciutat de Butare. Va ser fundat el maig de 1963. Els seus colors són el groc i el negre.

## Palmarès
- Copa ruandesa de futbol:[2]
  - 1978, 1986, 1990, 1992, 2018